# Golfo de Cariaco

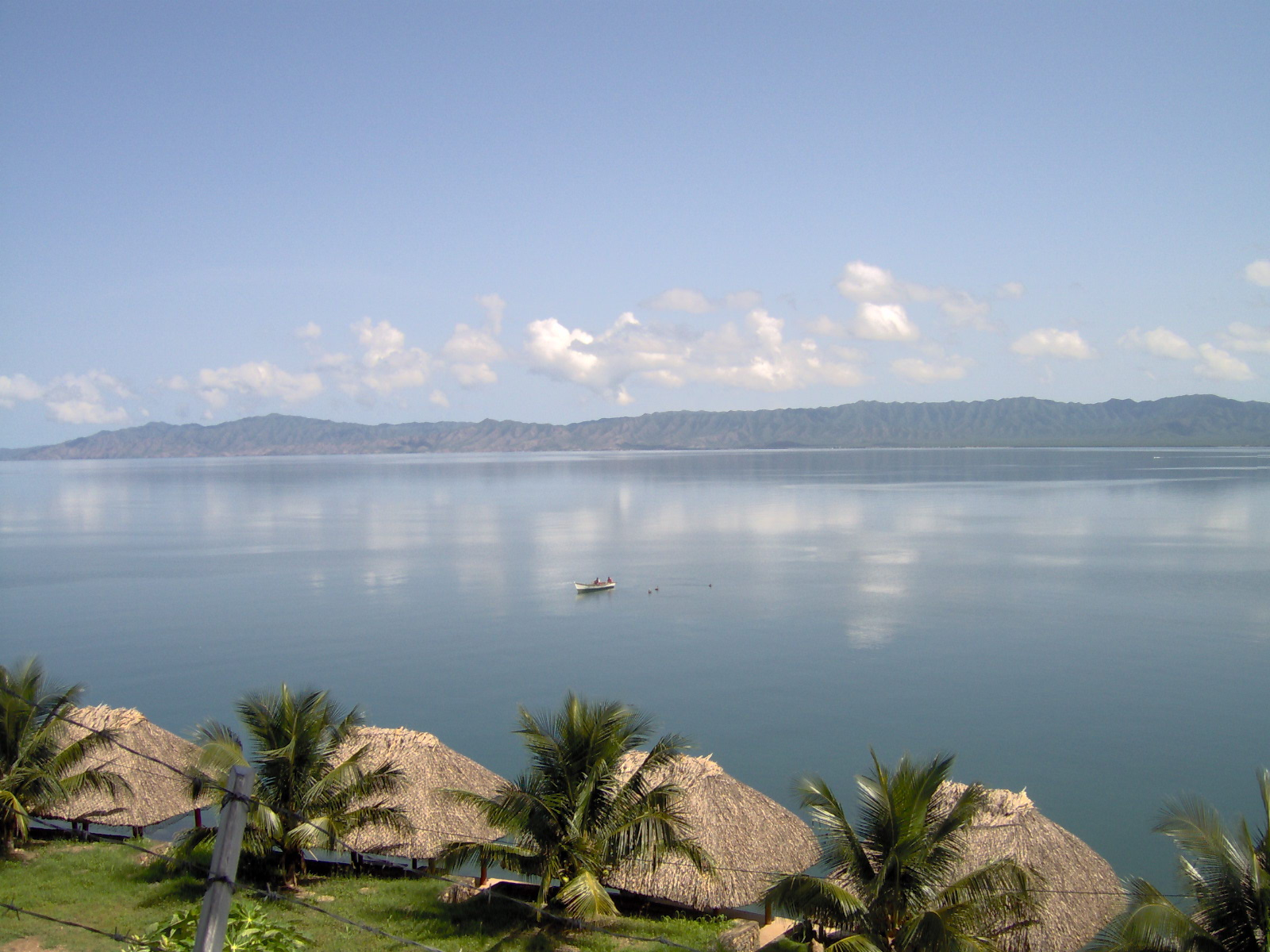
Vista del golfo.

El golfo de Cariaco es un cuerpo de agua ubicado al norte de América del Sur, en aguas territoriales de Venezuela.

## Ubicación
Se encuentra situado al sur de la Península de Araya. Pertenece al estado Sucre. Posee una longitud este-oeste de unos 65 km y una anchura máxima de unos 15 km. Su mayor profundidad, en la costa sur central, es de unos 105 m (específicamente frente a la población de San Antonio del Golfo). En la costa norte se encuentra la Laguna Grande del Obispo, con manglares en sus costas.
En la costa suroccidental desemboca el río Manzanares, mientras que en el oeste lo hace el río Carinicuao. Tiene hermosas playas (Quetepe), bellos paisajes y pueblos pintorescos (Marigüitar, San Antonio del Golfo y Muelle de Cariaco en la costa sur, y Manicuare, Tacarigua, La Angoleta y Guacarapo, en la costa norte).

## Pesca en el golfo
El principal recurso pesquero en el golfo son las sardinas (Sardinella aurita), que hasta 1980 constituían grandes cardúmenes, pero cuya abundancia ha venido decreciendo paulatinamente. Las costas de la zona occidental, conocida como «saco del golfo» poseen manglares tupidos y, diseminadas a lo largo de la costa, se presentan praderas de la hierba marina (Thalassia testudinum), de gran importancia ecológica.
Otras especies que se pescan en el interior del golfo son los jureles (Caranx spp.), lisas (Mugil curema), pulpos, calamares, así como caracoles (Chicoreus brevifrons), ballenas (rorcuales en jorobadas), delfines y orcas (Fosa de Cariaco).

## Historia
En la costa sur de la «boca» o «entrada» del golfo, está situada Cumaná, la ciudad primogénita del continente americano, fundada por los españoles en 1515. Entre 1593 y 1605 los holandeses se apoderaron de la península de Araya e impedían la entrada de embarcaciones españolas al golfo. Una flota española los expulsa en 1605. En 1622 intentarían reconquistar la península, pero esta vez los españoles logran repeler el ataque y frustrar los planes holandeses.